# Tracce di sangue
Tracce di sangue (血の轍?, Chi no wadachi) è un manga del 2017 scritto e disegnato da Shūzō Oshimi.
Il manga presenta numerosi temi afferenti alla psicologia, tra cui il complesso di Edipo di Seiichi e i suoi problemi relazionali, ma anche i disturbi psichiatrici di Seiko; più in generale, l'opera può essere però interpretata come un romanzo di formazione, in cui progressivamente Seiichi scopre cosa realmente desidera e chi vuole diventare.

## Trama
Seiichi Osabe è un ragazzo che frequenta le medie estremamente timido e insicuro, a causa del carattere estremamente iperprotettivo della madre Seiko; quest'ultima, con il passare del tempo, trasforma sempre di più il giovane in una "marionetta", condizionandolo e assumendo nei suoi confronti un comportamento che sempre più rasenta i limiti della follia. Seiichi è molto legato a suo cugino Shigeru, figlio della sorella del padre; durante una gita familiare, Shigeru e Seiichi si allontanano dalla famiglia e giungono ad un'altura con un panorama. Shigeru si espone sulla roccia a strapiombo e inizia a schernire Seiichi dandogli del cocco di mamma, fino a che non arriva Seiko: Shigeru continua ad esporsi e sembra che stia cadendo dalla roccia, prontamente Seiko lo raggiunge e lo trattiene, ma infine lo guarda, sorride e lo spinge giù nel vuoto dalla roccia.
Questo episodio è il punto di partenza di alcuni sconvolgimenti che colpiranno la famiglia apparentemente tranquilla: Seiko sviluppa un comportamento bipolare; il padre di Seiichi, Ichiro, pur essendo premuroso e di buon cuore, non riesce a mantenere la famiglia unita e sarà spesso assente; Seiichi vive gravi turbamenti a scuola e in famiglia. Nel frattempo il giovane intraprende una relazione sentimentale con una compagna di classe di nome Fukiishi, innamoratasi di lui, ma la relazione non sarà esattamente sana. Shigeru infine si risveglia, ma a causa del trauma non riesce a denunciare colei che l'ha aggredito. Seiko inizia a sviluppare un carattere sempre più aggressivo nei confronti dei familiari e della famiglia dei cognati, temendo che qualcuno potrebbe portarle via suo figlio. La situazione sembra degenerare quando Seiichi dapprima si rifugia a casa di Fukiishi, che anche lei ha problemi con il padre e sua madre è fuggita quando era piccola, per poi fuggire insieme a lei per le strade. Rifugiatisi sotto un cavalcavia per evitare la pioggia battente, Seiichi e Fukiishi sembrano avere un momento di intimità, ma all'improvviso il ragazzo scappa e decide di tornare dalla madre; arrivato a casa implora il suo perdono e promette di non avvicinarsi più a nessun altro, soprattutto alla ragazza.
Il vero punto di svolta arriva quando, durante una visita riconciliante della famiglia Osabe a casa dei cognati, Shigeru, ancora molto provato, è terrorizzato da Seiko e la madre di lui inizia a realizzare ciò che è davvero successo in montagna quel giorno. Seiichi invece – dopo essere stato a lungo manipolato da Seiko e aver avuto gravi problemi relazionali e linguistici – afferma che era stata sua madre a compiere il tentato omicidio. Tale ricordo si ricollega inoltre a un episodio risalente alla sua prima infanzia, che da sempre lo tormenta: con la madre Seiko aveva trovato un gatto sdraiato per strada, per poi scoprire che in realtà era morto. La messa a fuoco di questo ricordo e la scoperta di alcuni dettagli sempre più inquietanti è la vera molla che fa scattare Seiichi nel suo percorso di formazione.
Dopo la visita dagli zii finita con madre e figlio che sono tornati a casa senza il padre Ichiro, Seiko e Seiichi sviluppano un comportamento ancora più morboso in cui si preoccupano solo di loro stessi senza curarsi di altro. Durante un giorno di scuola Shigeru subisce uno scherzo innocente dei suoi compagni che gli bagnano i capelli mentre è in bagno e glieli acconciano, ma Seiichi che prima era stato allo scherzo, in un momento di confusione in cui non capisce quello che succede, inizia a picchiare violentemente il suo compagno Ogura. Lo colpisce con insistenza sempre più forte fino a che non è interrotto da un suo insegnante che in precedenza lo aveva aiutato e sembrava capirlo. In un incontro fra Ogura, sua madre, il professore, Seiichi e Seiko, quest'ultima si dichiara sinceramente mortificata (almeno in apparenza) per quello che è successo e dichiara che la colpa è di Fukiishi che ha sedotto e deviato suo figlio. Seiichi dice che per lui era come se tutto fosse un'illusione e fossero già morti, quando poi Seiko lo sta accompagnando a casa dice che anche lei ha iniziato a pensarlo quando aveva l'età del figlio e lo porta nel luogo del suo ricordo di infanzia, quello che si conclude con il ritrovamento del gattino morto.
Pochi giorni dopo Shigeru vede Fukiishi proprio con Ogura. Al ritorno da scuola incrocia la zia che lo invita a salire in macchina e lì gli racconta che Shigeru ha ripreso conoscenza e ricorda quello che è successo in montagna, ricorda che Seiko lo ha raggiunto, trattenuto, e poi spinto nel vuoto. Ne nasce una colluttazione con Seiichi che però ha un momento in cui gli si sblocca un ricordo quando la zia gli dice che quando aveva tre anni, si è misteriosamente infortunato.

## Personaggi
Seiichi Osabe (長部 静一?, Osabe Seiichi)
Protagonista dell'opera, è un ragazzo delle medie timido e con pochi amici. Ha problemi a relazionarsi con le altre persone ed è affezionato a suo cugino Shigeru, con cui – spinto dalla madre Seiko – ha passato molto tempo da piccolo. Seiko ha un rapporto iperprotettivo con lui e lo protegge in ogni cosa; la vita del giovane viene sconvolta quando la madre spinge nel vuoto Shigeru e contemporaneamente comincia a manipolarlo in modo sempre più pesante.
Seiko Osabe (長部 静子?, Osabe Seiko)
Madre di Seiichi, ha una personalità che sfocia nel bipolarismo e soffre di disturbi psichiatrici. Ha una relazione ossessiva con il figlio Seiichi che oltrepassa i limiti dell'iperprotettività. Non si cura di nulla se non del figlio e ha paura che qualcuno glielo porti via, pur avendo tentato di ucciderlo mentre era piccolo, gettandolo da un'altura; la donna arriva inoltre a manipolare i suoi ricordi e la sua personalità fino a provocare problemi linguistici a Seiichi.
Yuko Fukiishi (吹石 由衣子?, Fukiishi Yuko)
Compagna di classe di Seiichi, Fukiishi è una ragazza con dei capelli corti neri e un piccolo neo sulla guancia. Vive sola con il padre alcolizzato e spesso violento, con cui ha un pessimo rapporto, dopo che la madre ha abbandonato la famiglia quando lei era piccola. Si è innamorata di Seiichi ed è la prima a far venire dei dubbi al ragazzo riguardo alle azioni della madre e sul rapporto che si è instaurato tra lui e la donna.
Ichirō Osabe (長部 一郎?, Osabe Ichirō)
Padre di Seiichi e marito di Seiko, è un salaryman che si prodiga per mantenere la famiglia unita dopo il terribile avvenimento in montagna. Ha un comportamento premuroso e gentile e un'indole calma, tuttavia – pur volendo sinceramente bene al figlio – non si accorge fino all'ultimo del comportamento della moglie, che giungerà a definirlo un inetto e a mostrare la sua volontà di divorziare.
Shigeru (シゲル?)
Cugino di Seiichi, è un ragazzo dai modi bruschi che però ha compreso la situazione di Seiichi, che prende in giro apostrofandolo come «cocco di mamma». Durante un'escursione in montagna viene spinto giù nel vuoto da Seiko, ma per miracolo riesce a salvarsi. Successivamente grazie alla riabilitazione e alle cure della madre, zia di Seiichi, riprende in parte conoscenza e riconosce terrorizzato Seiko.

## Manga
La serie, scritta e disegnata da Shūzō Oshimi, è stata serializzata dal 24 febbraio 2017 all'8 settembre 2023 sulla rivista Big Comic Superior edita da Shōgakukan. In Giappone i capitoli sono stati raccolti in formato tankōbon dalla stessa casa editrice dal 24 febbraio 2017 al 28 settembre 2023 per un totale di 17 volumi. Secondo l'autore, l'album musicale Blood on the Tracks di Bob Dylan ha ispirato il titolo della serie, ma non avuto una grande influenza sulla storia.
In Italia Tracce di sangue è stato pubblicato con cadenza bimestrale da Planet Manga, etichetta di Panini Comics, dal 27 giugno 2019 al 27 giugno 2024.
| Sedici anni (12 volumi)   | |                        |                   |                        |
| 1                         | 8 settembre 2017 | ISBN 978-4-09-189623-0 | 27 giugno 2019    | ISBN 978-88-912-8856-1 |
| 1                         | Capitoli - 1. Tracce di sangue (血の轍?, Chi no wadachi) - 2. Ospiti (来訪者?, Raihōsha) - 3. L'inizio dell'estate (夏の入り口?, Natsu no irikuchi) - 4. La giornata ideale per una scampagnata (行楽日和?, Kōrakubiyori) - 5. Un bel luogo (きれいな場所?, Kirei na basho) - 6. Sorriso (微笑?, Bishō) - 7. Epifania (顕現?, Kengen)                                                                                                 |                        |                   |                        |
| 2                         | 27 dicembre 2017 | ISBN 978-4-09-189706-0 | 29 agosto 2019    | ISBN 978-88-912-8967-4 |
| 2                         | Capitoli - 8. La schiena della madre (母の背中?, Haha no senaka) - 9. Sguardo (眼差し?, Manazashi) - 10. Pressione cerebrale (脳圧?, Nōatsu) - 11. Croce (十字架?, Jūjika) - 12. Ospiti 2 (来訪者２?, Raihōsha tsū) - 13. Incontro segreto all'ombra (日陰の密会?, Hikage no mikkai) - 14. Piacere di conoscertiii (はじめましてえ?, Hajimemashitē) - 15. Salvezza (救済?, Kyūsai)                                                    |                        |                   |                        |
| 3                         | 27 marzo 2018 | ISBN 978-4-09-189863-0 | 31 ottobre 2019   | ISBN 978-88-912-9067-0 |
| 3                         | Capitoli - 16. Cambio (乗り換え?, Norikae) - 17. Appuntamento segreto (逢い引き?, Aibiki) - 18. Una lunga giornata (長い一日?, Nagai ichinichi) - 19. Risposta (返事?, Henji) - 20. Membrana (皮膜?, Himaku) - 21. Incontro (対面?, Taimen) - 22. Inizia la notte (夜の始まり?, Yoru no hajimari) - 23. Dita (指?, Yubi) - 24. Viso (顔?, Kao)                                                                                        |                        |                   |                        |
| 4                         | 28 settembre 2018 | ISBN 978-4-09-860081-6 | 19 dicembre 2019  | ISBN 978-88-912-9187-5 |
| 4                         | Capitoli - 25. Criticità (臨界?, Rinkai) - 26. La panchina (ベンチ?, Benchi) - 27. La porta (とびら?, Tobira) - 28. Un passo (一歩?, Ippo) - 29. Batticuore dopo le lezioni (放課後の青春?, Hōkago no seishun) - 30. Monologo (独白?, Dokuhaku) - 31. Profumo (芳香?, Hōkō) - 32. Voce tra i cespugli (草叢の声?, Kusamura no koe) - 33. Non ti voglio (いらない?, Iranai)                                                            |                        |                   |                        |
| 5                         | 28 febbraio 2019 | ISBN 978-4-09-860229-2 | 20 febbraio 2020  | ISBN 978-88-912-9273-5 |
| 5                         | Capitoli - 34. Abbandono (捨てる?, Suteru) - 35. La stanza di lei (彼女の部屋?, Kanojo no heya) - 36. Patto (契約?, Keiyaku) - 37. Risveglio (目覚め?, Mezame) - 38. Pioggia (雨?, Ame) - 39. Voce bagnata (濡れる声?, Nureru koe) - 40. Colpa (罪悪?, Zaiaku) - 41. Occhi interiori (内なる目?, Uchinaru me) |                        |                   |                        |
| 6                         | 30 agosto 2019 | ISBN 978-4-09-860386-2 | 4 giugno 2020     | ISBN 978-88-912-9391-6 |
| 6                         | Capitoli - 42. Le due sponde (両岸?, Ryōgan) - 43. Rientro al nido (帰巣?, Kisō) - 44. Parliamo (お話をしよう?, Ohanashi wo shiyō) - 45. La verità (本当のこと?, Hontō no koto) - 46. Rivelazione (発覚?, Hakkaku) - 47. Quando è uscito? (いつ出た？?, Itsu deta?) - 48. Giuramento di sangue (血の誓約?, Chi no seiyaku) - 49. Notizia (報せ?, Shirase) - 50. Reincontro (再会?, Saikai)                                            |                        |                   |                        |
| 7                         | 26 dicembre 2019 | ISBN 978-4-09-860535-4 | 20 agosto 2020    | ISBN 978-88-912-9493-7 |
| 7                         | Capitoli - 51. Parenti (親族?, Shinzoku) - 52. Udon (うどん?) - 53. Promessa I (やくそくI?, Yakusoku I) - 54. Promessa II (やくそくII?, Yakusoku II) - 55. I battiti del cuore della mamma (ママの鼓動?, Mama no kodō) - 56. Il dopo (その後?, Sonogo) - 57. Visita (訪問?, Hōmon) - 58. Seiko (静子さん?, Seiko-san) - 59. Il fulcro (核心?, Kakushin)                                                                               |                        |                   |                        |
| 8                         | 27 aprile 2020 | ISBN 978-4-09-860601-6 | 11 febbraio 2021  | ISBN 978-88-912-9783-9 |
| 8                         | Capitoli - 60. Il mio Seiichi (私の静一?, Watashi no Seiichi) - 61. Alla coque (半熟?, Hanjuku) - 62. Scoperta (発現?, Hatsugen) - 63. Spiegazione (釈明?, Shakumei) - 64. La collina (高台?, Takadai) - 65. Yuiko (由衣子?) - 66. Giro in auto (ドライブ?, Doraibu) - 67. Assassini (ひとごろし?, Hitogoroshi) - 68. Crollo (決壊?, Kekkai)                                                                                          |                        |                   |                        |
| 9                         | 28 agosto 2020 | ISBN 978-4-09-860701-3 | 20 maggio 2021    | ISBN 978-88-912-9897-3 |
| 9                         | Capitoli - 69. Campo di battaglia (修羅場?, Shuraba) - 70. Separazione (別れ?, Wakare) - 71. Cielo (空?, Sora) - 72. Desiderio (欲求?, Yokkyū) - 73. Escussione 1 (聴取１?, Chōshu wan) - 74. Escussione 2 (聴取２?, Chōshu tsū) - 75. Io appartengo a me stesso (僕は僕のもの?, Boku wa boku no mono) - 76. Ritorno sul luogo (再訪?, Saihō) - 77. Sei-chan (せいちゃん?, Sei-chan) - 78. Tracce di sangue (血の轍?, Chi no wadachi) |                        |                   |                        |
| 10                        | 29 gennaio 2021 | ISBN 978-4-09-860791-4 | 16 settembre 2021 | ISBN 978-88-287-6171-6 |
| 10                        | Capitoli - 79. Realizzazione (自覚?, Jikaku) - 80. Insieme (一緒?, Issho) - 81. Ah! Ah! Ah! (あはは?, Ahaha) - 82. Tornare in vita (生き返る?, Ikikaeru) - 83. Uscita (出口?, Deguchi) - 84. Una voce che ti chiama (呼び声?, Yobikoe) - 85. Il monte (山?, Yama) - 86. Io chi sono? (僕は誰？?, Boku wa dare?) - 87. Arriva (来る?, Kuru) - 88. Cosa? (なんなん？?, Nannan?)                                                         |                        |                   |                        |
| 11                        | 30 giugno 2021 | ISBN 978-4-09-861053-2 | 13 gennaio 2022   | ISBN 978-88-287-6463-2 |
| 11                        | Capitoli - 89. Tuuutto (ぜぇんぶ?, Zēnbu) - 90. Con gli occhi della mamma (ママから見る?, Mama kara miru) - 91. Tutta colpa mia (ぜんぶ僕?, Zenbu boku) - 92. Grazie (ありがとう?, Arigatō) - 93. Incubo (悪夢?, Akumu) - 94. Quel viso (あの顔?, Ano kao) - 95. Sotto la neve (雪の現場?, Yuki no genba) - 96. Conferma (確認?, Kakunin) - 97. Sguardo (視線?, Shisen) - 98. Dubbio (疑問?, Gimon)                                   |                        |                   |                        |
| 12                        | 30 novembre 2021 | ISBN 978-4-09-861148-5 | 27 ottobre 2022   | ISBN 978-88-287-2247-2 |
| 12                        | Capitoli - 99. Visita (面会?, Menkai) - 100. Mamma (ママ?, Mama) - 101. Allucinazione (さっかく?, Sakkaku) - 102. Bella notizia (いい知らせ?, Ii shirase) - 103. Vana attesa (待ちぼうけ?, Machibōke) - 104. Il processo (審判?, Shinpan) - 105. Inutile (ムダ?, Muda) - 106. Dichiarazione (宣言?, Sengen) - 107. Risentimento (怨讐?, Onshū) - 108. Pena (処分?, Shobun)                                                            |                        |                   |                        |
| Trentasei anni (5 volumi) | |                        |                   |                        |
| 13                        | 28 aprile 2022 | ISBN 978-4-09-861302-1 | 23 marzo 2023     | ISBN 978-88-287-4304-0 |
| 13                        | Capitoli - 109. Commiato (不帰?, Fuki) - 110. Lavoro (労働?, Rōdō) - 111. La visita del padre (父の来る日?, Chichi no kuru hi) - 112. Un viso nell'ombra (面影?, Omokage) - 113. Ricordi (追憶?, Tsuioku) - 114. La mano (手?, Te) - 115. Spoglie (遺体?, Itai) - 116. Il mio posto nel mondo (居場所?, Ibasho) - 117. Ritorno al paese (帰郷?, Kikyō)                                                                                |                        |                   |                        |
| 14                        | 30 settembre 2022 | ISBN 978-4-09-861418-9 | 27 luglio 2023    | ISBN 978-88-287-4590-7 |
| 14                        | Capitoli - 118. Due gocce d'acqua (そっくり?, Sokkuri) - 119. Finalmente (やっと?, Yatto) - 120. Telefonata (電話?, Denwa) - 121. Custodia (保護?, Hogo) - 122. Tracce (轍?, Wadachi) - 123. Seiko Tamiya (田宮静子?, Tamiya Seiko) - 124. Casa (家?, Ie) - 125. Tè (お茶?, Ocha) - 126. Pugno (拳?, Kobushi) - 127. Coperchio (蓋?, Futa)                                                                                            |                        |                   |                        |
| 15                        | 30 gennaio 2023 | ISBN 978-4-09-861570-4 | 30 novembre 2023  | ISBN 978-88-287-7162-3 |
| 15                        | Capitoli - 128. Tifone (台風?, Taifū) - 129. Il gatto (猫?, Neko) - 130. La loro notte (ふたりの夜?, Futari no yoru) - 131. Quella casa (あのおうち?, Ano o-uchi) - 132. Dall'altra parte (向こう側?, Mukōgawa) - 133. Spogliarsi (脱ぐ?, Nugu) - 134. Auguri (祝福?, Shukufuku) - 135. Lontano (遠い?, Tōi) - 136. Quel luogo (あの場所?, Ano basho)                                                                                 |                        |                   |                        |
| 16                        | 30 maggio 2023 | ISBN 978-4-09-861713-5 | 29 febbraio 2024  | ISBN 978-88-287-7899-8 |
| 16                        | Capitoli - 137. (思い出して?, Omoidashite) - 138. (もういちど?, Mōichido) - 139. (嵐が過ぎて?, Arashi ga sugite) - 140. (巡る?, Meguru) - 141. (傷?, Kizu) - 142. (帰宅?, Kitaku) - 143. (くさい?, Kusai) - 144. (肉体?, Nikutai) - 145. (まなざし?, Manazashi) |                        |                   |                        |
| 17                        | 28 settembre 2023 | ISBN 978-4-09-862525-3 | 27 giugno 2024    | ISBN 978-88-287-8906-2 |
| 17                        | Capitoli - 146. (二人暮らし?, Futarigurashi) - 147. (夢現?, Yumeutsutsu) - 148. (話す?, Hanasu) - 149. (慈雨?, Jiu) - 150. (剥離?, Hakuri) - 151. (霞?, Kasumi) - 152. (空き地?, Akichi) - 153. (静かな空?, Shizukana sora) |                        |                   |                        |